# Синдром второкурсника
Синдром второкурсника (англ. sophomore slump) — социально-психологический феномен, который выражается в большом количестве студентов, которые отсеиваются начиная со второго года обучения.

## В образовании
Феномен был открыт и описан в научной литературе в 1960-е годы в США. Он был обнаружен после проведения реформы образования, в ходе которой появились высшие учебные заведения «с открытым доступом», обеспечивающие равенство доступа к высшему образованию для абитуриентов. «Кризис» или «синдром второкурсника» время от времени привлекал внимание учёных, работающих в социально-экономической сфере и изучающих способы удержания студентов и психологические предпосылки этого феномена. В частности, в 1995 году У. Ф. Уайт и Д. Мозли выпустили работу, посвящённые «двенадцатилетнему паттерну отсева и удержания студентов», в которой обратили внимание, что 75 % студентов, которые сумели преодолеть «кризис второкурсника» и завершить второй год обучения, в конечном счёте успешно заканчивают учёбу и получают высшее образование. Среди причин ухода студентов во время второго года обучения выделяются сложности психологической адаптации, снижение заинтересованности и мотивации, пониженная социальная активность (по сравнению с последними годами учёбы в школе и первым курсом вуза), скептическое отношение к ценности университетского образования, неуверенность в собственных силах и другие.

## В других областях
В англоязычной литературе термин «sophomore slump» получил широкое распространение и за пределами образовательной тематики. Так, в спорте он стал обозначать спад результатов спортсмена во время второго года выступлений или на протяжении второго сезона соревнований. В более широком смысле так стали называть любой результат повторной деятельности — второе выступление в турнире, второй художественный фильм режиссёра и пр., — который становится менее успешным, нежели первая работа. Это противоречило интуитивному мнению о том, что артисту необходимо время для становления, из-за чего выдающийся дебют является скорее исключением, нежели правилом. 
В музыке этот феномен часто называют «проклятьем второго альбома». В 2015 году были опубликованы результаты исследования, основанного на списке лучших дебютных альбомов, составленном журналом Rolling Stone, а также на данных сайта-агрегатора Album of the Year. По итогам изучения оценок восьмидесяти дебютных альбомов и последующих работ, которые относились к различным жанрам и периодам времени, было установлено, что в 66 % случаев оценки второго альбома ниже, чем у первого. Часть групп сумели выпустить достойный или даже более высоко оцениваемый второй альбом: так, у Talking Heads, Drake, Roxy Music, Beastie Boys и Run-D.M.C. вторые пластинки были оценены как минимум на 10 % (процентных пунктов) выше первых. В то же время, целых 27 артистов выпустили вторые альбомы, которые были приняты существенно хуже первых: например, у The Who — второй альбом оценили на 15 % ниже, у Guns N' Roses — на 25 %, у Jay-Z — на 37 %, а «рекордсменом» стали The Stone Roses с разницей в 38 процентных пунктов между альбомами The Stone Roses и Second Coming.

## Альтернативные оценки
Применительно к музыкальным альбомам рок-исполнителей иногда говорят о «синдроме» не второго, а третьего альбома. Такое понимание распространилось в связи с высказыванием гитариста группы The Doors Робби Кригера по поводу третьего альбома их группы Waiting for the Sun: «Обычно в репертуаре группы имеется достаточно песен, чтобы записать один, а может быть и два альбома, однако затем группа отправляется в концертные туры и у неё нет времени писать новые песни, так что к третьему альбому приходится пытаться писать уже прямо в студии, что даёт о себе знать».